# Sufax
Sufax (ook wel Sophax, Syphax of Sufaqs zoals in de naam van het huidige stad Sfax in Tunesië) is een held uit de Berberse mythologie, en heeft ook een rol in de Griekse mythologie.
Hij was de zoon van Tinga (ook bekend als Tindjis) en de Griekse held Herakles. 
Nadat deze laatste de reus Antaios had verslagen, verwekte hij Sufax bij diens vrouw Tinga.
Sufax verving Antaios als beschermer van het land van de Berbers.
Volgens de mythe van de Tangiers heeft Sufax het huidige Tanger gesticht en het naar zijn moeder Tinga genoemd, en stammen de Lybische koningen van hem af.
Sufax’ zoon, Diodoros, kon vele Afrikaanse volksstammen onderwerpen, mede omdat hij een Grieks leger had, bestaande uit Olbiërs en soldaten uit Mycene, die zich daar door toedoen van Diodoros' grootvader Herakles gevestigd hadden.  
Plutarchus, die hierover verhaalt, veronderstelt dat deze mythen moeten dienen om hulde te brengen aan Juba I van Numidië, die volgens dezelfde overlevering afstammeling is van Diodoros en Sufax.